# Bradypodion caeruleogula
Bradypodion caeruleogula (умлалазький карликовий хамелеон) — вид ігуаноподібних ящірок родини хамелеонових (Chamaeleonidae). Ендемік Південно-Африканської Республіки.

## Поширення і екологія
Умлалазькі карликові хамелеони мешкають в лісових масивах Длінза, Нтумені і Онгоє в провінції Квазулу-Наталь на сході ПАР. Вони живуть в гірських субтропічних лісах.

## Збереження
МСОП класифікує цей вид як такий, що перебуває під загрозою зникнення. Bradypodion caeruleogula загрожує знищення природного середовища.